# Marinehjemmeværnet
Marinehjemmeværnet (MHV) er en del af det danske Hjemmeværn. Marinehjemmeværnet arbejder i tæt samarbejde med Søværnet på en række opgaver inden for farvandsovervågning, søredning og miljø samt bevogtning af Søværnets flådestationer.

## Udbredelse
Marinehjemmeværnet er placeret med base på Ringsted Kaserne, samt en afdeling under Det Bornholmske Hjemmeværn. Marinehjemmeværnet består herunder af 38 hjemmeværnsflotiller (HVF) med i alt ca. 5.000 medlemmer, fordelt jævnt rundt om i Danmark. Flotillerne er ledet af ulønnede kaptajnløjtnanter. 
Fartøjerne består af 2 forskellige skibsklasser: MHV 800-klassen og MHV 900-klassen. Dog er der en enkelt forlænget 800-klasse (MHV 851 Sabotøren), der selvstændigt benævnes 850-klassen. Fartøjerne er udrustet med gummibåde, moderne navigations- og kommunikationsudstyr samt udstyr til rednings- og havmiljøopgaver. Marinehjemmeværnets besætninger er frivillige og er, ifølge Marinehjemmeværnet selv, i stand til at rykke ud døgnet rundt.
I 2013 lagde de frivillige i Marinehjemmeværnet over 230.000 timer i opgaver for samfundet, disse bestod af:
- 66 Rednings- og eftersøgningsopgaver

- 6 Havmiljøaktioner

- 72 Politipatruljer

- 31 sejldage med SKAT

- 200 sejldage med farvandsovervågning

## Flotiller
| Flotille | Billede | Navn                                     | Garnison                            | Fartøj                       |
| -------- | ------- | ---------------------------------------- | ----------------------------------- | ---------------------------- |
| FST      |         | Frivillig stab Marinehjemmeværnet        | Ringsted                            | -                            |
| MUHVF100 |         | Marinehjemmeværnets Musik- & Tamburkorps | Randers                             | -                            |
| HVF114   |         | Aalborg-Hals                             | Hals                                | MHV816 Patrioten             |
| HVF115   |         | Vendsyssel                               | Flådestation Frederikshavn          | MHV811 Apollo                |
| HVF116   |         | Maritime Force Protection                | Frederikshavn Thisted Skive Kaserne | Hurtiggående gummibåde (RIB) |
| HVF121   |         | Hanstholm                                | Hanstholm                           | MHV807 Jupiter               |
| HVF122   |         | Thyborøn                                 | Struer                              | MHV902 Manø                  |
| HVF123   |         | Djursland                                | Randers                             | MHV851 Sabotøren             |
| HVF124   |         | Århus                                    | Århus                               | MHV908 Brigaden              |
| HVF125   |         | Maritime Force Protection                | Randers                             | Hurtiggående gummibåde (RIB) |
| HVF126   |         | Hvide Sande-Ringkøbing                   | Ringkøbing                          | MHV806 Dubhe[kilde mangler]  |
| HVF131   |         | Esbjerg                                  | Esbjerg                             | MHV904 Lyø                   |
| HVF132   |         | Horsens                                  | Horsens                             | -                            |
| HVF133   |         | Juelsminde-Vejle                         | Juelsminde                          | MHV804 Andromeda             |
| HVF134   |         | Fredericia                               | Fredericia                          | MHV909 Speditøren            |
| HVF135   |         | Kolding                                  | Kolding                             | MHV812 Hercules              |
| HVF136   |         | Sønderborg                               | Sønderborg                          | MHV814 Budstikken            |
| HVF137   |         | Aabenraa                                 | Aabenraa                            | MHV910 Ringen                |
| HVF200   |         | Maritime Force Protection                | Marinestation Holmen                | Hurtiggående gummibåde (RIB) |
| HVF201   |         | Maritime Force Protection                | Flådestation Korsør                 | Hurtiggående gummibåde (RIB) |
| HVF241   |         | Odense/Kerteminde                        | Kerteminde                          | MHV801 Aldebaran             |
| HVF242   |         | Østfyn                                   | Slipshavn                           | MHV805 Gemini                |
| HVF243   |         | Faaborg                                  | Faaborg                             | MHV808 Lyra                  |
| HVF244   |         | Svendborg                                | Svendborg                           | MHV810 Luna                  |
| HVF246   |         | Nordvestfyn                              | Assens                              | MHV817 Partisan              |
| HVF251   |         | Kalundborg                               | Kalundborg                          | MHV912 Holger Danske         |
| HVF255   |         | Korsør                                   | Flådestation Korsør                 | MHV813 Baunen                |
| HVF256   |         | Storstrømmen                             | Vordingborg                         | MHV803 Aries                 |
| HVF284   |         | Østersøen                                | Rødbyhavn                           | MHV901 Enø                   |
| MUHVF300 |         | Kvindelige Marinere Musikkorps           | Glostrup                            | -                            |
| HVF361   |         | Isefjord                                 | Hundested                           | MHV905 Askø                  |
| HVF362   |         | Helsingør                                | Helsingør                           | MHV906 Fænø                  |
| HVF363   |         | Skovshoved                               | Skovshoved                          | MHV809 Antares               |
| HVF366   |         | Københavns Vestegn                       | Brøndby Havn                        | MHV802 Carina                |
| HVF367   |         | Dragør                                   | Dragør                              | MHV911 Bopa                  |
| HVF368   |         | Køge                                     | Køge                                | MHV815 Kureren               |
| HVF369   |         | Holmen                                   | Marinestation Holmen                | MHV907 Hvidsten              |

### Det Bornholmske Hjemmeværn
| Flotille | Billede | Navn     | Garnison | Fartøj        |
| -------- | ------- | -------- | -------- | ------------- |
| HVF471   |         | Bornholm | Rønne    | MHV903 Hjortø |